# 恋矢

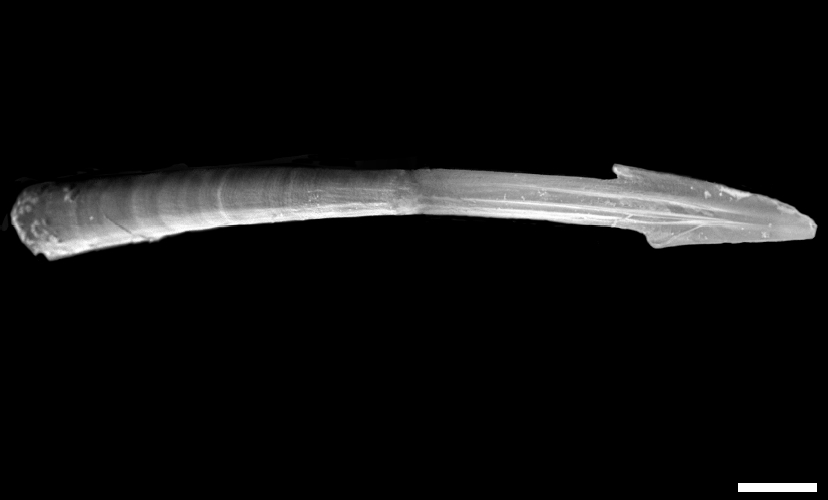
カタツムリの一種Monachoides vicinusの恋矢の側面からの電子顕微鏡画像。右下のスケールバーは 500 µm (0.5 mm)。

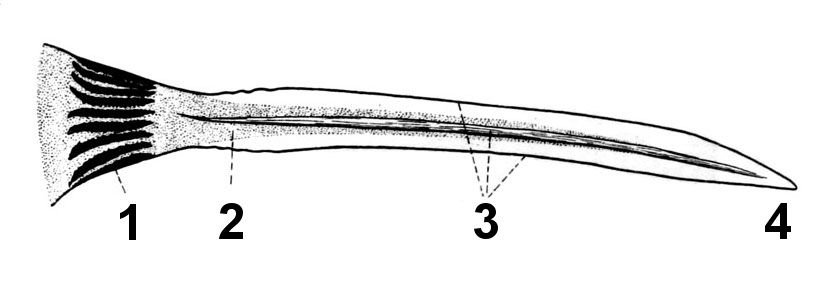
食用カタツムリHelix pomatiaの恋矢
1 = 恋矢のフレアベース
2 = 内腔の位置
3 = 縦フランジ
4 = 恋矢の先端

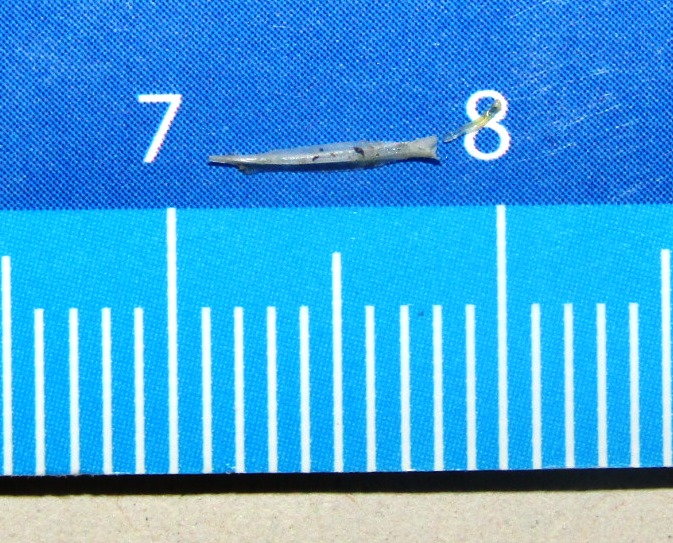
ものさしの上に置いたCornu aspersumの恋矢。長さは7 mm

恋矢（れんし、英語: love dart、別名gypsobelum）は、雌雄同体のカタツムリやナメクジが生殖器の内部で生成する、石灰質またはキチン質の槍状構造物である。

## 概要
恋矢は性的に成熟した個体のみで作られ、交尾中もしくはそれと関連した行動中、交尾の相手に突き刺す。この行動はダートシューティングと呼ばれ、そのタイミングは種類によって異なる。例えば、ヒメリンゴマイマイでは交尾の前に求愛の一環として恋矢を相手に突き刺すことが知られている。
恋矢は個体の大きさに比べてかなり大きく、セミスラッグの場合、恋矢の長さは最大で足の長さの5分の1になることがある。恋矢を受け取るための特別な組織があるわけではなく、刺された個体は寿命が短くなることが明らかになっている。
恋矢は精子を送るための器官ではなく、精子の交換は別の器官で行われる。最近の研究では、恋矢を使用することによって受精成功度が高くなることが示されている。 これは、恋矢に付着されている粘液中に精子を生き残りやすくするホルモン様物質が含まれているためである。